# همه مردان پادشاه (فیلم ۲۰۰۶)
همه مردان پادشاه (به انگلیسی: All The King's Men) فیلمی است در ژانر درام به کارگردانی استیون زایلیان محصول سال ۲۰۰۶ میلادی. از جمله بازیگران این فیلم می‌توان به شان پن، جود لاو، آنتونی هاپکینز، کرولین لاگرفلت و کیت وینسلت اشاره کرد.

## داستان
ویل استارک (شان پن) که در ابتدا شهردار میسون است، موفق می‌شود به صورت مستقل و بدون اتکا به جریانهای قدرت و ثروت، در انتخابات ایالتی پیروز شده و به مقام فرمانداری ایالت لوئیزیانا دست پیدا کند. وی همانند تبلیغات انتخاباتی خود، همچنان به مافیای قدرت تاخته و با جلب حمایت مردمی پیش می‌رود. اما صاحبان قدرت و ثروت وجود چنین کسی را برنمی‌تابند و سعی در حذف کردن وی به هر طریق ممکن دارند. آن‌ها از طریق قاضی ایروین (آنتونی هاپکینز) که پدر خواندهٔ جک باردن (جود لا، روزنامه‌نگاری که از نزدیکان و یاران ویل استارک است) نیز می‌باشد، به ویل استارک از طریق مطبوعات تهمت فساد مالی می‌زنند. با وجود اینکه پروندهٔ مالی ویل پاک است اما وی برای رام کردن دشمنان تصمیم می‌گیرد تا قاضی را مغلوب کند تا دیگران نیز دست از مخالفت با وی بردارند. بدین خاطر به جک باردن مأموریت می‌دهد تا پروندهٔ قاضی ایروین را بررسی کرده و یک آتو (برگ برنده) از وی به دست آورد. جک با تلاش زیاد موفق می‌شود یک خطای بزرگ در پروندهٔ کاری قاضی پیدا کند اما به ویل استارک چیزی نمی‌گوید. ویل که همچنان در پی استحکام موقعیت خویش است به سراغ فرزند فرماندار اسبق و خوشنام ایالت، دکتر آدام استانتون (مارک روفالو) می‌رود و وی را استخدام کرده و در یک میتینگ بزرگ وی را به عنوان یکی از نزدیکانش به مردم معرفی می‌کند. قبل از آن خواهر آدام، آن استانتون (کیت وینسلت) که دوست دوران کودکی و دختر مورد علاقهٔ جک نیز می‌باشد شروع به همکاری و نزدیک شدن به ویل کرده‌است. از طرف دیگر مخالفان ویل از طریق مجلس ایالتی سعی در استیضاح و برکناری وی به بهانهٔ فساد مالی دارند. در سکانس‌های پایانی فیلم، جک به سراغ قاضی ایروین رفته و با رو کردن برگ برنده سعی می‌کند تا وی را از مخالفت با ویل استارک بازدارد اما وی شدیداً مخالفت می‌کند. در سوی دیگر ماجرا، آدام که فکر می‌کند ویل از وی سوءاستفاده کرده‌است از او کینهٔ شدیدی به دل گرفته و حتی با خواهر خود نیز از بابت این موضوع شدیداً دعوا می‌کند. از طرف دیگر قرار است به زودی جلسهٔ استیضاح ویل استارک در جلسهٔ مجلس ایالتی نیز برگزار شود…

## بازیگران
- شان پن در نقش ویل استارک
- جود لا در نقش جک باردن
- کیت وینسلت در نقش آن استانتون
- آنتونی هاپکینز در نقش قاضی ایروین
- جیمز گاندولفینی در نقش تینی دافی
- پاتریشا کلارکسون در نقش سادی برک
- مارک روفالو در نقش آدام استانتون
- کتی بیکر در نقش خانم باردن
- جکی ارل هیلی در نقش رادریک اریس، راننده و محافظ ویل
- تراویس چامپنگ در نقش تام استارک
- کانور فاکس، در نقش ورزشکار تنیس
- مونتگمری جان در نقش کودکی آدام
- کری چریستمن در نقش کودکی آن